# Publi Corneli Escipió (mestre de la cavalleria 350 aC)
Publi Corneli Escipió (llatí: Publius Cornelius Scipio) va ser un magistrat romà. Era fill del mestre de la cavalleria del 396 aC Publi Corneli Escipió.
Va ser un dels primers edils curuls nomenat l'any 366 aC quan un dels cònsols va passar a ser plebeu. Probablement és el mateix personatge que va ser magister equitum del dictador Luci Furi Camil l'any 350 aC.